# ウォーゲームズ
ウォーゲームズ（WarGames）は、アメリカのプロレス団体WWEで行われるさまざまな試合形式のうちの一つである。ダスティ・ローデスが考案した。

## 概要
サバイバー・シリーズでエリミネーションマッチに代わって登場した試合形式。それ以前ではNXTでよく開催されていた。
左右隙間なく繋がった二つのリングとそれを覆うスティールケージの中で5人一組のチームがトルネードタッグ形式で対戦する。まずそれぞれのチームから一人ずつ選手がリングに入り、その他の選手は檻の中に入れられる。スタートから一分後に試合を有利に進めていると判定されたチームから一人が投入。以後3分毎にそれぞれ一人ずつ選手が投入される。22分後に最後の選手が金網が入ると「Let's play War games!」と宣言されるとフォール、タップが解禁され、3カウント、またはギブアップを奪えば勝利となる。